# Liste der denkmalgeschützten Objekte in Aschach an der Steyr
Die Liste der denkmalgeschützten Objekte in Aschach an der Steyr enthält die denkmalgeschützten, unbeweglichen Objekte der Gemeinde Aschach an der Steyr im oberösterreichischen Bezirk Steyr-Land.

## Denkmäler
| Foto |                 | Denkmal                                                        | Standort                                                     | Beschreibung | Metadaten |
| ---- | --------------- | -------------------------------------------------------------- | ------------------------------------------------------------ | --- | --- |
| ja   | Datei hochladen | Aufnahmsgebäude Aschach/Steyr HERIS-ID: 38714 Objekt-ID: 38303 | Bahnhofstraße 14 Standort KG: Aschach an der Steyr           | | BDA-Hist.: Q37983505 Status: Bescheid Stand der BDA-Liste: 2025-06-30 Name: Aufnahmsgebäude Aschach/Steyr GstNr.: .193                             |
| ja   | Datei hochladen | Kath. Pfarrkirche hl. Martin HERIS-ID: 26093 Objekt-ID: 22548  | Hauptstraße 38, gegenüber Standort KG: Aschach an der Steyr  | Die Pfarrkirche von Aschach (hl. Martin) ist urkundlich bereits 1108 erwähnt. Das Chor stammt aus 1471, das Langhaus aus 1513. Die Kirche wurde 1892 restauriert und erweitert, ebenfalls in diesem Jahr wurden zu beiden Seiten des Langhauses Anbauten errichtet. Das zweijochige Chor mit 3/8-Schluss ist netzrippengewölbt mit zum Teil gewundenen Rippen. Die in der Kirche befindlichen Ölbilder hl. Antonius und hl. Leonhard werden auf die Zeit um 1700 datiert und sind in der Art des Carl von Reslfeld. | BDA-Hist.: Q23541756 Status: § 2a Stand der BDA-Liste: 2025-06-30 Name: Kath. Pfarrkirche hl. Martin GstNr.: .1 Pfarrkirche Aschach                |
| ja   | Datei hochladen | Sog. Wochenalt-Kapelle HERIS-ID: 26096 Objekt-ID: 22551        | Bahnhofstraße 1, gegenüber Standort KG: Aschach an der Steyr | | BDA-Hist.: Q37899446 Status: § 2a Stand der BDA-Liste: 2025-06-30 Name: Sog. Wochenalt-Kapelle GstNr.: .19 Wochenalt-Kapelle, Aschach an der Steyr |